# Новое Куприно
 Но́вое Куприно (Куприно) — деревня в Смоленской области России, в Смоленском районе. Население — 121 житель (2007 год). Расположена в западной области в 18 км к западу от Смоленска, в 4 км южнее автомагистрали М1 «Беларусь», на северном берегу озера Купринское. 
Входит в состав Гнёздовского сельского поселения. Улицы: Строителей, Тихая, Колхозная, Парковая, Школьная, Луговая, Соловьиный переулок, Комиссаровская, Железнодорожная.

## Экономика
Школа, почта, медпункт.

## Транспорт
В деревне находится железнодорожная станция «Куприно» на линии Витебск — Смоленск, открытая в 1868 году.

## Достопримечательности
Памятник археологии:
- Селище в 500 к юго-востоку от деревни. Было заселено племенами Тушемлинской культуры в конце 1-го тысячелетия н.э.